# Camissonia tanacetifolia
Espèce
Camissonia tanacetifolia est une espèce de plantes à fleurs de la famille des Onagraceae. C'est une plante herbacée trouvée dans l'ouest des États-Unis.
Synonyme :
- Taraxia tanacetifolia (Torr. & A.Gray) Piper (1906)

## Description morphologique

### Appareil végétatif
Cette plante herbacée basse, sans tige feuillée, mesure entre 2,5 et 10 cm de hauteur. Les feuilles, disposées en rosette à la base de la plante, mesurent de 5 à 20 cm de long ; elles sont globalement de forme lancéolée, mais profondément découpées et lobées. La racine, ligneuse et pivotante, produit des ramifications souterraines qui, se propageant à l'horizontale, sont capables de produire des rejets un peu plus loin.

### Appareil reproducteur
La floraison a lieu de juin à août.
L'inflorescence est une fleur isolée, jaune, située en haut d'une tige florale. Chaque fleur mesure 2,5 à 3,8 cm de diamètre. La corolle est composée de 4 pétales larges et présente 8 étamines. Le tube situé entre l'ovaire et les pétales mesure entre 2,5 et 8,8 cm de long.
Le fruit est une capsule coriace d'environ 2 cm de long, quadrangulaire, avec les bordures des côtés amincies en courtes ailettes.

## Répartition et habitat
Cette plante vit dans l'ouest des États-Unis, de l'État de Washington jusqu'à la Californie. La limite orientale va de l'Idaho au Montana.
Elle pousse sur des sols se desséchant en été.